# Mixomelia albeola
Mixomelia albeola là một loài bướm đêm trong họ Noctuidae.